# Ho Kan
Huo Hsueh-Kang, kallad Ho Kan, född 23 juli 1932 i Nanjing, Kina, är en kinesisk-taiwanesisk målare, skulptör och konceptkonstnär. Han flyttade till Taiwan 1949, där han senare bedrev konststudier.